# Ed Souza
Edward Souza-Neto (ur. 22 września 1921 w Fall River, zm. 19 maja 1979 w Warren) – amerykański piłkarz, napastnik. Uczestnik mistrzostw świata w 1950.

## Kariera
Jako piłkarz przez szereg lat występował w klubie Ponta Delgada S.C. W 1948 trafił do kadry narodowej na zbliżające się igrzyska olimpijskie w Londynie. W 1950 został powołany przez ówczesnego trenera Williama Jeffreya na mistrzostwa świata, które odbywały się w Brazylii. Rozegrał na murawie pełne 90 minut w historycznym meczu przeciwko reprezentacji Anglii, w którym to Amerykanie zwyciężyli 1-0. Wydarzenie to później nazwano Cudem na trawie.
W 1976 wraz z innymi reprezentantami Stanów Zjednoczonych trafił w szeregi National Soccer Hall of Fame. Nie był spokrewniony z innym piłkarzem (również uczestnikiem mundialu z 1950) Johnem Souzą.